# Pararhicnoderma
Pararhicnoderma is een geslacht van rechtvleugeligen uit de familie Romaleidae. De wetenschappelijke naam van dit geslacht is voor het eerst geldig gepubliceerd in 2012 door Rowell.

## Soorten
Het geslacht Pararhicnoderma omvat de volgende soorten:
- Pararhicnoderma cacaoensis Rowell, 2012
- Pararhicnoderma janzeni Rowell, 2012
- Pararhicnoderma laselvae Rowell, 2012
- Pararhicnoderma uatsiensis Rowell, 2012